# 迪芙亚·巴尔蒂
迪芙亚·巴尔蒂（英語：Divya Bharti，印地語發音：[dɪʋjaː bʱaːrtiː]，1974年2月25日—1993年4月5日）是一名印度女演員，主要從事泰盧固語和印地語電影的拍攝。她是印度當時收入最高的女演員之一，以多才多藝和美貌著稱，曾獲印度電影觀眾獎和南迪獎。
巴爾蒂在十幾歲時就開始了她的電影生涯，當時她還在做海報女郎的工作。1990年，她在泰盧固語愛情動作片《Bobbili Raja》（1990年）中與文卡特斯演對手戲，這是她的首部電影作品，隨後她又出演了一部在經濟上並不成功的泰米爾語電影《Nila Pennae》（1990年）。在《Naa Ille Naa Swargam》（1991年）和《Assembly Rowdy》（1991年）等電影中，她都飾演次要角色。巴爾蒂在愛情喜劇《Rowdy Alludu》（1991年）中首次獲得商業成功。
1992年，她從泰盧固語電影轉戰印地語電影，並首次出演印地語驚悚動作片《Vishwatma》（1992年）。 隨著1992年動作喜劇《Shola Aur Shabnam》的成功，她的事業發生重大轉折，該片票房大賣。她繼續成功地出演一些主角，包括愛情片《Deewana》（1992年），並因此獲得印度電影觀眾獎最佳女演員。
1993年4月5日，年僅19歲的巴爾蒂從孟買公寓五樓的陽台墜下身亡。她的死因引發各種陰謀論，不過官方於1998年宣布她死於意外。